# カルディート
カルディート（イタリア語: Cardito）は、イタリア共和国カンパニア州ナポリ県にある、人口約2万3000人の基礎自治体（コムーネ）。

## 地理

### 位置・広がり
ナポリ県のコムーネ。ナポリ中心部から北北東へ11kmの距離にある。

#### 隣接コムーネ
隣接するコムーネは以下の通り。
- アフラゴーラ
- カイヴァーノ
- カゾーリア
- クリスパーノ
- フラッタマッジョーレ